# Формула-1 — Гран-прі США 2023
Гран-прі США 2023 (офіційно — Formula 1 Lenovo United States Grand Prix 2023) — автоперегони чемпіонату світу з Формули-1, які відбулися 22 жовтня 2023 року. Гонка була проведена на трасі Америк в Остіні Техас, США. Це вісімнадцятий етап Чемпіонату світу, п'ятдесят друге Гран-прі США в історії та сорок четверте в межах Чемпіонату Світу з Формули-1. Гран-прі США також стало п'ятим спринт-вікендом із шести в сезоні.
Переможцем гонки та спринту став нідерландець Макс Ферстаппен (Хонда RBPT). Друге місце посів Ландо Норріс (Макларен-Мерседес), а третє — Карлос Сайнс мол. (Феррарі). У головній гонці Льюїс Гамільтон і поул-ситер Шарль Леклер фінішували другим і шостим відповідно, але були дискваліфіковані через перевірку після гонки, яка встановила, що контрольні планки на обох болідах були надмірно зношеними. Завдяки цьому Логан Сарджент піднявся на десяте місце в фінальному заліку гонки та здобув своє перше очко в кар'єрі.

## Розклад закиївським часом
| Дата           | Подія                   | Час           |
| -------------- | ----------------------- | ------------- |
| 20 жовтня 2023 | Вільний заїзд 1         | 20:30 — 21:30 |
| 21 жовтня 2023 | Кваліфікація            | 00:00 — 01:00 |
| 21 жовтня 2023 | Кваліфікація до спринту | 20:30 — 21:14 |
| 22 жовтня 2023 | Спринт                  | 01:00 — 02:00 |
| 22 жовтня 2023 | Гонка                   | 22:00 — 00:00 |
| Джерело:       |                         |               |

## Шини
Під час Гран-прі було дозволено використовувати 3 типи шин Pirelli: hard (C2), medium (C3) і soft (C4). На випадок дощу, можливим було використання шин intermediate і wet.
| Hard (C2) | Medium (C3) | Soft (C4) | Intermediate | Wet |
| --------- | ----------- | --------- | ------------ | --- |

## Кваліфікація
| Поз.                    | №  | Пілот             | Конструктор                  | Кваліфікаційний час | Кваліфікаційний час | Кваліфікаційний час | Старт |
| Поз.                    | №  | Пілот             | Конструктор                  | Q1                  | Q2                  | Q3                  | Старт |
| ----------------------- | -- | ----------------- | ---------------------------- | ------------------- | ------------------- | ------------------- | ----- |
| 1                       | 16 | Шарль Леклер      | Ferrari                      | 1:36.061            | 1:35.004            | 1:34.723            | 1     |
| 2                       | 4  | Ландо Норріс      | McLaren-Mercedes             | 1:35.110            | 1:35.441            | 1:34.853            | 2     |
| 3                       | 44 | Льюїс Гамільтон   | Mercedes                     | 1:35.091            | 1:35.240            | 1:34.862            | 3     |
| 4                       | 55 | Карлос Сайнс мол. | Ferrari                      | 1:35.824            | 1:35.302            | 1:34.945            | 4     |
| 5                       | 63 | Джордж Расселл    | Mercedes                     | 1:36.165            | 1:35.606            | 1:35.079            | 5     |
| 6                       | 1  | Макс Ферстаппен   | Red Bull Racing-Honda RBPT   | 1:35.346            | 1:35.008            | 1:35.081            | 6     |
| 7                       | 10 | П'єр Гаслі        | Alpine-Renault               | 1:36.158            | 1:35.496            | 1:35.089            | 7     |
| 8                       | 31 | Естебан Окон      | Alpine-Renault               | 1:36.131            | 1:35.413            | 1:35.154            | 8     |
| 9                       | 11 | Серхіо Перес      | Red Bull Racing-Honda RBPT   | 1:35.989            | 1:35.679            | 1:35.173            | 9     |
| 10                      | 81 | Оскар Піастрі     | McLaren-Mercedes             | 1:36.064            | 1:35.576            | 1:35.467            | 10    |
| 11                      | 22 | Юкі Цунода        | AlphaTauri-Honda RBPT        | 1:35.913            | 1:35.697            | Н/Д                 | 11    |
| 12                      | 24 | Чжоу Гуаньюй      | Alfa Romeo-Ferrari           | 1:36.052            | 1:35.698            | Н/Д                 | 12    |
| 13                      | 77 | Вальттері Боттас  | Alfa Romeo-Ferrari           | 1:36.082            | 1:35.858            | Н/Д                 | 13    |
| 14                      | 20 | Кевін Магнуссен   | Haas-Ferrari                 | 1:36.009            | 1:35.880            | Н/Д                 | ПЛ1   |
| 15                      | 3  | Данієль Ріккардо  | AlphaTauri-Honda RBPT        | 1:36.213            | 1:35.974            | Н/Д                 | 14    |
| 16                      | 27 | Ніко Гюлькенберг  | Haas-Ferrari                 | 1:36.235            | Н/Д                 | Н/Д                 | ПЛ2   |
| 17                      | 14 | Фернандо Алонсо   | Aston Martin Aramco-Mercedes | 1:36.268            | Н/Д                 | Н/Д                 | ПЛ3   |
| 18                      | 23 | Александр Албон   | Williams-Mercedes            | 1:36.315            | Н/Д                 | Н/Д                 | 15    |
| 19                      | 18 | Ленс Стролл       | Aston Martin Aramco-Mercedes | 1:36.589            | Н/Д                 | Н/Д                 | ПЛ4   |
| 20                      | 2  | Логан Сарджент    | Williams-Mercedes            | 1:36.827            | Н/Д                 | Н/Д                 | 16    |
| Правило 107 %: 1:41.747 |    |                   |                              |                     |                     |                     |       |
| Джерело:                |    |                   |                              |                     |                     |                     |       |

Виноски
- ↑ 1 – Кевін Магнуссен кваліфікувався 14-им, але був змушений розпочати гонку з піт-лейну, оскільки  на його машині були встановлені елементи специфікацій, відмінних від тих, що використовувалися з початку дії умов parc fermé.[5][6]
- ↑ 2 – Ніко Гюлькенберг кваліфікувався 16-им, але був змушений розпочати гонку з піт-лейну, оскільки  на його машині були встановлені елементи специфікацій, відмінних від тих, що використовувалися з початку дії умов parc fermé.[5][7]
- ↑ 3 – Фернандо Алонсо кваліфікувався 17-им, але був змушений розпочати гонку з піт-лейну, оскільки  на його машині були встановлені елементи специфікацій, відмінних від тих, що використовувалися з початку дії умов parc fermé.[5][8]
- ↑ 4 – Ленс Стролл  кваліфікувався 19-им, але був змушений розпочати гонку з піт-лейну, оскільки  на його машині були встановлені елементи специфікацій, відмінних від тих, що використовувалися з початку дії умов parc fermé.[5][9]

## Кваліфікація до спринту
| Поз.                    | №  | Пілот             | Конструктор                  | Кваліфікаційний час | Кваліфікаційний час | Кваліфікаційний час | Старт в спринті |
| Поз.                    | №  | Пілот             | Конструктор                  | SQ1                 | SQ2                 | SQ3                 | Старт в спринті |
| ----------------------- | -- | ----------------- | ---------------------------- | ------------------- | ------------------- | ------------------- | --------------- |
| 1                       | 1  | Макс Ферстаппен   | Red Bull Racing-Honda RBPT   | 1:35.997            | 1:35.181            | 1:34.538            | 1               |
| 2                       | 16 | Шарль Леклер      | Ferrari                      | 1:35.999            | 1:35.386            | 1:34.593            | 2               |
| 3                       | 44 | Льюїс Гамільтон   | Mercedes                     | 1:36.393            | 1:35.887            | 1:34.607            | 3               |
| 4                       | 4  | Ландо Норріс      | McLaren-Mercedes             | 1:36.499            | 1:35.594            | 1:34.639            | 4               |
| 5                       | 81 | Оскар Піастрі     | McLaren-Mercedes             | 1:36.703            | 1:35.753            | 1:34.894            | 5               |
| 6                       | 55 | Карлос Сайнс мол. | Ferrari                      | 1:36.268            | 1:35.542            | 1:34.939            | 6               |
| 7                       | 11 | Серхіо Перес      | Red Bull Racing-Honda RBPT   | 1:36.347            | 1:35.718            | 1:35.041            | 7               |
| 8                       | 63 | Джордж Расселл    | Mercedes                     | 1:36.281            | 1:35.847            | 1:35.199            | 111             |
| 9                       | 23 | Александр Албон   | Williams-Mercedes            | 1:36.230            | 1:35.947            | 1:35.366            | 8               |
| 10                      | 10 | П'єр Гаслі        | Alpine-Renault               | 1:36.595            | 1:35.785            | 1:35.897            | 9               |
| 11                      | 3  | Данієль Ріккардо  | AlphaTauri-Honda RBPT        | 1:36.737            | 1:35.978            | Н/Д                 | 10              |
| 12                      | 14 | Фернандо Алонсо   | Aston Martin Aramco-Mercedes | 1:36.365            | 1:36.087            | Н/Д                 | 12              |
| 13                      | 31 | Естебан Окон      | Alpine-Renault               | 1:36.372            | 1:36.137            | Н/Д                 | 13              |
| 14                      | 18 | Ленс Стролл       | Aston Martin Aramco-Mercedes | 1:36.575            | 1:36.181            | Н/Д                 | 14              |
| 15                      | 24 | Чжоу Гуаньюй      | Alfa Romeo-Ferrari           | 1:36.554            | 1:36.182            | Н/Д                 | 15              |
| 16                      | 27 | Ніко Гюлькенберг  | Haas-Ferrari                 | 1:36.749            | Н/Д                 | Н/Д                 | 16              |
| 17                      | 20 | Кевін Магнуссен   | Haas-Ferrari                 | 1:36.9222           | Н/Д                 | Н/Д                 | 17              |
| 18                      | 77 | Вальттері Боттас  | Alfa Romeo-Ferrari           | 1:36.9222           | Н/Д                 | Н/Д                 | 18              |
| 19                      | 22 | Юкі Цунода        | AlphaTauri-Honda RBPT        | 1:36.945            | Н/Д                 | Н/Д                 | 19              |
| 20                      | 2  | Логан Сарджент    | Williams-Mercedes            | 1:37.186            | Н/Д                 | Н/Д                 | 20              |
| Правило 107 %: 1:42.716 |    |                   |                              |                     |                     |                     |                 |
| Джерело:                |    |                   |                              |                     |                     |                     |                 |

Виноски
- ↑ 1 – Джордж Расселл отримав три штрафних місця на старті спринту за блокування Шарля Леклера в першому сегменті кваліфікації до спринту.[10][12]
- ↑ 2 – Кевін Магнуссен та Вальттері Боттас встановили однаковий час в першому сегменті кваліфікації до спринту. Магнуссен був кваліфікований попереду Боттаса, оскільки він встановив свій час першим.[10][13]

## Спринт
| Поз.                                                                             | №  | Пілот             | Конструктор                  | Кола | Час/Відставання | Старт | Очки |
| -------------------------------------------------------------------------------- | -- | ----------------- | ---------------------------- | ---- | --------------- | ----- | ---- |
| 1                                                                                | 1  | Макс Ферстаппен   | Red Bull Racing-Honda RBPT   | 19   | 31:30.849       | 1     | 8    |
| 2                                                                                | 44 | Льюїс Гамільтон   | Mercedes                     | 19   | +9.465          | 3     | 7    |
| 3                                                                                | 16 | Шарль Леклер      | Ferrari                      | 19   | +17.987         | 2     | 6    |
| 4                                                                                | 4  | Ландо Норріс      | McLaren-Mercedes             | 19   | +18.863         | 4     | 5    |
| 5                                                                                | 11 | Серхіо Перес      | Red Bull Racing-Honda RBPT   | 19   | +22.928         | 7     | 4    |
| 6                                                                                | 55 | Карлос Сайнс мол. | Ferrari                      | 19   | +28.307         | 6     | 3    |
| 7                                                                                | 10 | П'єр Гаслі        | Alpine-Renault               | 19   | +32.403         | 9     | 2    |
| 8                                                                                | 63 | Джордж Расселл    | Mercedes                     | 19   | +34.2501        | 11    | 1    |
| 9                                                                                | 23 | Александр Албон   | Williams-Mercedes            | 19   | +34.567         | 8     |      |
| 10                                                                               | 81 | Оскар Піастрі     | McLaren-Mercedes             | 19   | +42.403         | 5     |      |
| 11                                                                               | 31 | Естебан Окон      | Alpine-Renault               | 19   | +44.986         | 13    |      |
| 12                                                                               | 3  | Данієль Ріккардо  | AlphaTauri-Honda RBPT        | 19   | +45.509         | 10    |      |
| 13                                                                               | 14 | Фернандо Алонсо   | Aston Martin Aramco-Mercedes | 19   | +49.086         | 12    |      |
| 14                                                                               | 22 | Юкі Цунода        | AlphaTauri-Honda RBPT        | 19   | +49.733         | 19    |      |
| 15                                                                               | 27 | Ніко Гюлькенберг  | Haas-Ferrari                 | 19   | +56.650         | 16    |      |
| 16                                                                               | 77 | Вальттері Боттас  | Alfa Romeo-Ferrari           | 19   | +1:04.401       | 18    |      |
| 17                                                                               | 24 | Чжоу Гуаньюй      | Alfa Romeo-Ferrari           | 19   | +1:07.9722      | 15    |      |
| 18                                                                               | 20 | Кевін Магнуссен   | Haas-Ferrari                 | 19   | +1:11.122       | 17    |      |
| 19                                                                               | 2  | Логан Сарджент    | Williams-Mercedes            | 19   | +1:11.449       | 20    |      |
| Схід                                                                             | 18 | Ленс Стролл       | Aston Martin Aramco-Mercedes | 16   | Гальма          | 14    |      |
| Найшвидше коло: Макс Ферстаппен (Red Bull Racing-Honda RBPT) – 1:39.060 (2 коло) |    |                   |                              |      |                 |       |      |
| Джерело:                                                                         |    |                   |                              |      |                 |       |      |

Виноски
- ↑ 1 – Джордж Расселл фінішував сьомим, але отримав п'ять секунд штрафу за отримання переваги при виїзді за межі траси.[14]
- ↑ 2 – Чжоу Гуаньюй фінішував 16-м, але отримав п'ять секунд штрафу за отримання переваги при виїзді за межі траси.[14]

## Основна гонка
| Поз.                                                                    | №  | Пілот             | Конструктор                  | Кола | Час/Відставання    | Старт | Очки |
| ----------------------------------------------------------------------- | -- | ----------------- | ---------------------------- | ---- | ------------------ | ----- | ---- |
| 1                                                                       | 1  | Макс Ферстаппен   | Red Bull Racing-Honda RBPT   | 56   | 1:35:21.362        | 6     | 25   |
| 2                                                                       | 4  | Ландо Норріс      | McLaren-Mercedes             | 56   | +10.730            | 2     | 18   |
| 3                                                                       | 55 | Карлос Сайнс мол. | Ferrari                      | 56   | +15.134            | 4     | 15   |
| 4                                                                       | 11 | Серхіо Перес      | Red Bull Racing-Honda RBPT   | 56   | +18.460            | 9     | 12   |
| 5                                                                       | 63 | Джордж Расселл    | Mercedes                     | 56   | +24.999            | 5     | 10   |
| 6                                                                       | 10 | П'єр Гаслі        | Alpine-Renault               | 56   | +47.996            | 7     | 8    |
| 7                                                                       | 18 | Ленс Стролл       | Aston Martin Aramco-Mercedes | 56   | +48.696            | ПЛ    | 6    |
| 8                                                                       | 22 | Юкі Цунода        | AlphaTauri-Honda RBPT        | 56   | +1:14.385          | 11    | 4+1  |
| 9                                                                       | 23 | Александр Албон   | Williams-Mercedes            | 56   | +1:26.7141         | 15    | 2    |
| 10                                                                      | 2  | Логан Сарджент    | Williams-Mercedes            | 56   | +1:27.998          | 16    | 1    |
| 11                                                                      | 27 | Ніко Гюлькенберг  | Haas-Ferrari                 | 56   | +1:29.904          | ПЛ    |      |
| 12                                                                      | 77 | Вальттері Боттас  | Alfa Romeo-Ferrari           | 56   | +1:38.601          | 13    |      |
| 13                                                                      | 24 | Чжоу Гуаньюй      | Alfa Romeo-Ferrari           | 55   | +1 коло            | 12    |      |
| 14                                                                      | 20 | Кевін Магнуссен   | Haas-Ferrari                 | 55   | +1 коло            | ПЛ    |      |
| 15                                                                      | 3  | Данієль Ріккардо  | AlphaTauri-Honda RBPT        | 55   | +1 коло            | 14    |      |
| Схід                                                                    | 14 | Фернандо Алонсо   | Aston Martin Aramco-Mercedes | 49   | Пошкодження днища  | ПЛ    |      |
| Схід                                                                    | 81 | Оскар Піастрі     | McLaren-Mercedes             | 10   | Перегрів           | 10    |      |
| Схід                                                                    | 31 | Естебан Окон      | Alpine-Renault               | 6    | Пошкодження днища  | 8     |      |
| ДСК                                                                     | 44 | Льюїс Гамільтон   | Mercedes                     | 56   | Контрольна планка2 | 3     |      |
| ДСК                                                                     | 16 | Шарль Леклер      | Ferrari                      | 56   | Контрольна планка2 | 1     |      |
| Найшвидше коло: Юкі Цунода (AlphaTauri-Honda RBPT) – 1:38.139 (56 коло) |    |                   |                              |      |                    |       |      |
| Джерело:                                                                |    |                   |                              |      |                    |       |      |

Виноски
- ↑ 1 – Александр Албон отримав п'ятисекундний штраф за перевищення ліміту виїздів за межі траси. Штраф не вплинув на його підсумкову позицію.[16]
- ↑ 2 – Льюїс Гамільтон і Шарль Леклер фінішували другим і шостим відповідно, але були дискваліфіковані через надмірне зношення контрольних планок на обох болідах.[16][19][18]

## Положення в чемпіонаті після Гран-прі
|          | Поз. | Пілот             | Очки |
| -------- | ---- | ----------------- | ---- |
|          | 1    | Макс Ферстаппен*  | 466  |
|          | 2    | Серхіо Перес      | 240  |
|          | 3    | Льюїс Гамільтон   | 201  |
|          | 4    | Фернандо Алонсо   | 183  |
|          | 5    | Карлос Сайнс мол. | 171  |
| Джерело: |      |                   |      |

|          | Поз. | Конструктор                  | Очки |
| -------- | ---- | ---------------------------- | ---- |
|          | 1    | Red Bull Racing-Honda RBPT*  | 706  |
|          | 2    | Mercedes                     | 344  |
|          | 3    | Ferrari                      | 322  |
| 1        | 4    | McLaren-Mercedes             | 242  |
| 1        | 5    | Aston Martin Aramco-Mercedes | 236  |
| Джерело: |      |                              |      |

- Примітка: Тільки найвищі п'ять позицій вказані в обох заліках.
- Жирним шрифтом та зірочкою позначено учасників, які мають теоретичні шанси на чемпіонство.